# Taeniodera celebensis
Taeniodera celebensis är en skalbaggsart som beskrevs av Jan Krikken 1982. Taeniodera celebensis ingår i släktet Taeniodera och familjen Cetoniidae. Inga underarter finns listade i Catalogue of Life.